# Echinobunus elegans
Genre
Espèce
Echinobunus elegans, unique représentant du genre Echinobunus, est une espèce d'opilions eupnois de la famille des Sclerosomatidae.

## Distribution
Cette espèce est endémique du Java en Indonésie.

## Description
L'holotype mesure 4 mm

## Publication originale
- Roewer, 1912 : « Opiliones aus Java, Nusa Kambangan und Krakatau, gesammelt von Edw. Jacobson (1908–1911). » Notes from the Leyden Museum, vol. 34, p. 71–74 (texte intégral).